# 모다피닐
프로비질(Provigil)이라는 이름으로 시판되는 모다피닐(Modafinil)은 기면병, 교대 근무 수면 장애, 특발성 과다수면증 그리고 수면무호흡과 관련된 과도한 주간 졸음과 같은 수면 장애의 치료를 위한 각성제로 사용된다. 또한 모다피닐은 인지능력 향상을 위해 오프라벨로 광범위하게 사용되어왔다. 미국에서는 약물 중독 가능성에 대한 우려 때문에 규제 물질 목록 IV로 분류되며 가용성과 사용이 제한된다. 대부분의 다른 국가에서는 처방전이 필요한이지만 법적으로 제한되지는 않으므로, 기면증은 야간에 검사하는 '수면다원검사'와 주간에 검사하는 '다중수면잠복기검사'를 통해 확진된다.
모다피닐은 비특이적이고 선택적이며 약한 도파민 재흡수 억제제로 작용하여 측면 시상하부 및 조면유두체핵(TMN)에서 오렉신(또는 하이포크레틴) 신경펩타이드와 히스타민의 방출을 간접적으로 활성화시킨다. 오렉신 신경펩타이드와 히스타민은 각각 알 수 없는 메커니즘을 통해 각성을 높이는데 기여한다.

## 사용

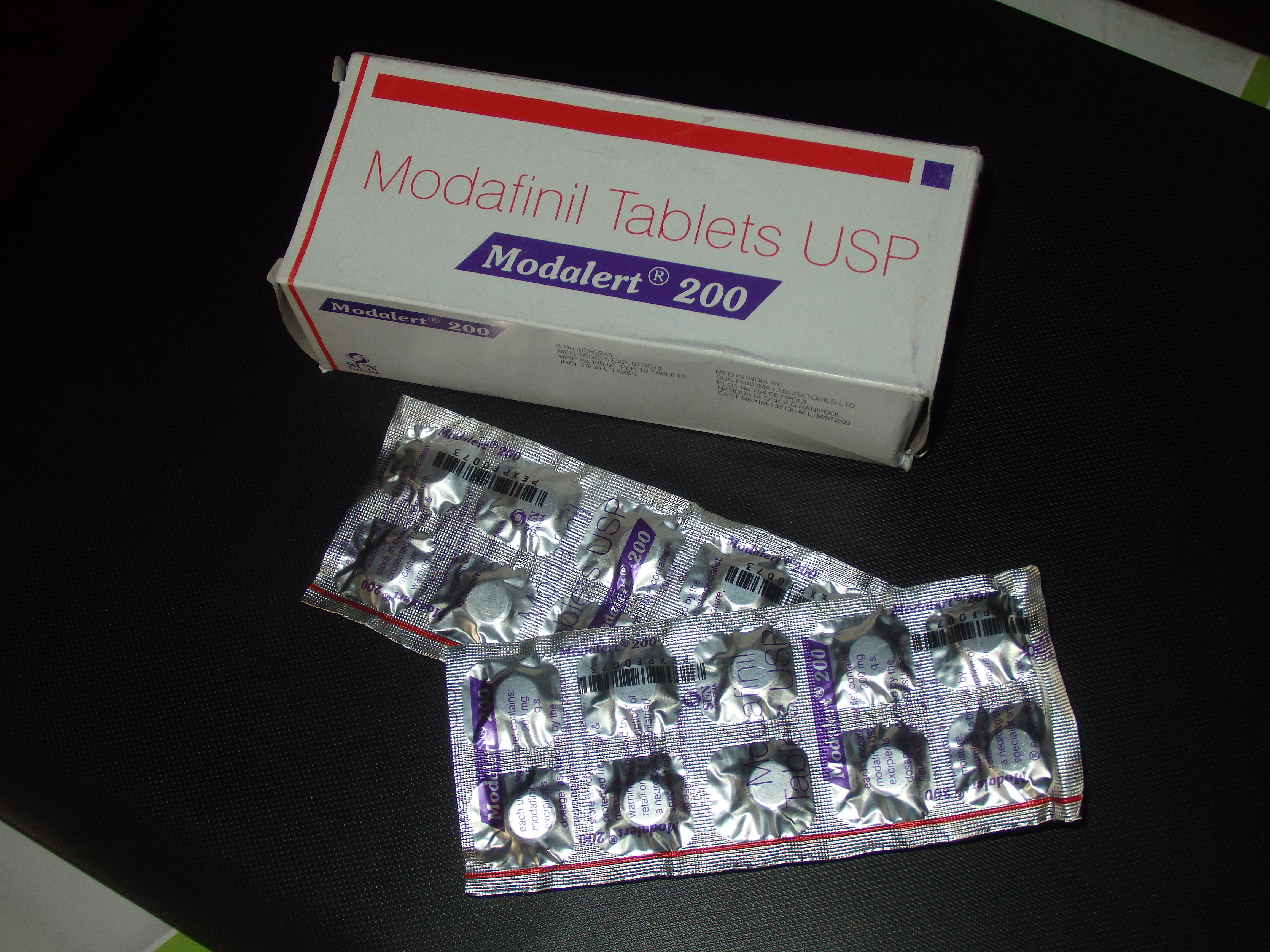
Modafinil 알약-Modalert200